# Koshiki no kata
Koshiki no Kata (古式の形, Koshiki-no-kata, « Forme des choses anciennes ») est un kata (une série de techniques pré-arrangées) du judo. Il est également connu sous le nom de Kitō-ryu no Kata (起倒流の形). Il se compose de 21 techniques provenant à l’origine de l’école de jujutsu Kitō-ryū, branche Takenaka-ha. Jigorō Kanō a révisé ces techniques et les a intégrées dans un kata afin de préserver les origines historiques du judo.
Ce kata est ancien et destiné à représenter le "yoroi kumiuchi", c’est-à-dire les combats au corps-à-corps à mains nues entre guerriers en armure à l’époque féodale, une fois dépossédés de toutes leurs armes sur le champ de bataille. En conséquence, le kata doit être exécuté en imaginant que les deux partenaires sont revêtus d’armures.
Le Koshiki-no-kata, avec le Nage-no-kata, le Katame-no-kata, le Ju-no-kata, le Kime-no-kata et le Goshin-Jutsu, est reconnu par la Fédération Internationale de Judo (IJF).
Bien que le Koshiki-no-kata soit rarement démontré (lors de représentation, executé par des haut-gradés), il est encore enseigné et pratiqué au Japon, et est présenté en France pour l'obtention du 6e dan. On peut en voir de remarquables démonstrations des années 1950 dans le film "Classic Judo Kata", de Harold Sharp. Si la description du kata dans ce film est exacte, il s’agirait du seul kata de judo impliquant une attaque de la colonne cervicale.

## Techniques

### Omote (表, Face)
- Tai (体) – Posture de préparation
- Yume-no-uchi (夢中) – Rêverie
- Ryokuhi (力避) – Esquive de la force
- Mizu-guruma (水車) – Roue hydraulique
- Mizu-nagare (水流) – Courant d’eau
- Hiki-otoshi (曳落) – Tirer et faire tomber
- Ko-daore (虚倒) – Chute du tronc
- Uchikudaki (打砕) – Écrasement
- Tani-otoshi (谷落) – Chute dans la vallée
- Kuruma-daore (車倒) – Chute par la roue
- Shikoro-dori (錣取) – Saisie des plaques de cou
- Shikoro-gaeshi (錣返) – Revers des plaques de cou
- Yudachi (夕立) – Averse soudaine
- Taki-otoshi (滝落) – Chute de la cascade

### Ura (裏, Dos)
- Mi-kudaki (身砕) – Écrasement du corps
- Kuruma-gaeshi (車返) – Contre par la roue
- Mizu-iri (水入) – Plongeon dans l’eau
- Ryusetsu (柳雪) – Saule sous la neige
- Sakaotoshi (坂落) – Chute en pente
- Yukiore (雪折) – Brisure sous la neige
- Iwa-nami (岩波) – Vague contre le rocher

## Vidéos du Koshiki-no-kata

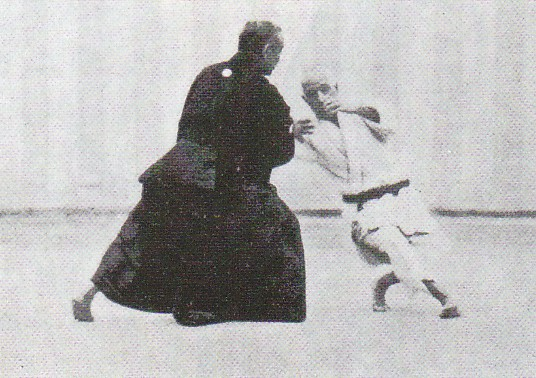

- « Koshiki no kata performed by M° Yamashita » sur YouTube
- « « Jigorō Kanō Kitō Ryū Koshiki no Kata Omote full version » sur YouTube